# Bundesbeauftragter für die Opfer der SED-Diktatur
Die oder der Bundesbeauftragte für die Opfer der SED-Diktatur beim Deutschen Bundestag ist ein Hilfsorgan des Bundestages. Erste und aktuelle Opferbeauftragte ist die ehemalige DDR-Oppositionelle Evelyn Zupke. Sie wird auch als SED-Opferbeauftragte bezeichnet.
Das Amt wurde aufgrund des Gesetzes über die Bundesbeauftragte oder den Bundesbeauftragten für die Opfer der SED-Diktatur beim Deutschen Bundestag (SED-Opferbeauftragtengesetz – OpfBG) zum 17. Juni 2021 (dem 68. Jahrestag des Aufstands vom 17. Juni 1953) geschaffen. Gleichzeitig wurden die Stasi-Unterlagenbehörde aufgelöst und die Unterlagen in das Bundesarchiv überführt.

## Verfassungsrechtliche Stellung
Anders als die von der Bundesregierung Beauftragten nimmt der Opferbeauftragte keine Regierungsaufgaben wahr, sondern ist ein Hilfsorgan des Deutschen Bundestages. Er wird vom Bundestag gewählt, steht nach Maßgabe des SED-Opferbeauftragtengesetzes in einem öffentlich-rechtlichen Amtsverhältnis zum Bund und wird vom Bundestagspräsidenten ernannt (§ 5 Abs. 1, § 6 Abs. 1 OpfBG). Einmalige Wiederwahl ist möglich. Er hat seinen Sitz beim Deutschen Bundestag (§ 8 Abs. 1 OpfBG).
Er ist gemäß § 6 Absatz 1 OpfBG unabhängig und nur dem Gesetz unterworfen. Bei Amtsantritt leistet er vor dem Präsidenten des Deutschen Bundestages den in Art. 56 GG vorgesehenen Eid.
Das Mindestalter beträgt 35 Jahre; Mitarbeiter der ehemaligen Stasi und ähnliche Personen sind ausgeschlossen. Der Opferbeauftragte kann vor Ablauf seiner Amtszeit vom Bundestagspräsidenten nur entlassen werden, wenn er zurücktritt oder der Bundestag ihn mit absoluter Mehrheit abberuft (§ 6 Abs. 3–5 OpfBG).
Er verfügt über einen eigenen Etat und erhält Amtsbezüge in Höhe der einem Bundesbeamten der Besoldungsgruppe B 6 in einer obersten Bundesbehörde zustehenden Besoldung (§ 8 Abs. 4, § 9 Abs. 1 OpfBG).

## Aufgaben
Der Opferbeauftragte dient gemäß § 1 Abs. 2 Nr. 1 OpfBG als Ombudsperson für „die Opfer der SED-Diktatur und der kommunistischen Herrschaft in der Sowjetischen Besatzungszone in Deutschland und in der ehemaligen Deutschen Demokratischen Republik“ und berät in diesen Angelegenheiten den Bundestag und seine Ausschüsse, die Bundesregierung und andere öffentliche Einrichtungen. Jede Person hat das Recht, sich in Angelegenheiten der Opfer der SED-Diktatur und der kommunistischen Herrschaft in der Sowjetischen Besatzungszone in Deutschland und in der ehemaligen Deutschen Demokratischen Republik an  den Opferbeauftragten zu wenden (§ 3 OpfBG).
Ferner unterstützt er den Bundestag in dem Anliegen, die Aufmerksamkeit für die Belange der Opfer kommunistischer Gewaltherrschaft im europäischen und internationalen Rahmen zu stärken und daran mitzuwirken, die Vermittlung von Erfahrungen in Deutschland im Umgang mit den Opfern diktatorischer kommunistischer Gewalt im internationalen Kontext zu leisten (§ 1 Abs. 2 Nr. 4 OpfBG). Außerdem erstattet er dem Bundestag jährlich einen Gesamtbericht zur aktuellen Situation der Opfer (§ 2 Abs. 1 OpfBG).
Die erste Amtsinhaberin Zupke bezeichnete das Amt „als Vermittlerin und Brücke auch zwischen Opfer und Politik – für beide Seiten Ansprechpartner“. Sie sah es auch als Möglichkeit der Opferbeauftragten an, „Gesetzesvorlagen mit einzubringen“.
Die Opferbeauftragte setzt sich für die Novellierung des Sozialen Entschädigungsrechts ein.

## Amtsinhaber
- seit 2021: Evelyn Zupke